# 维京荣耀号

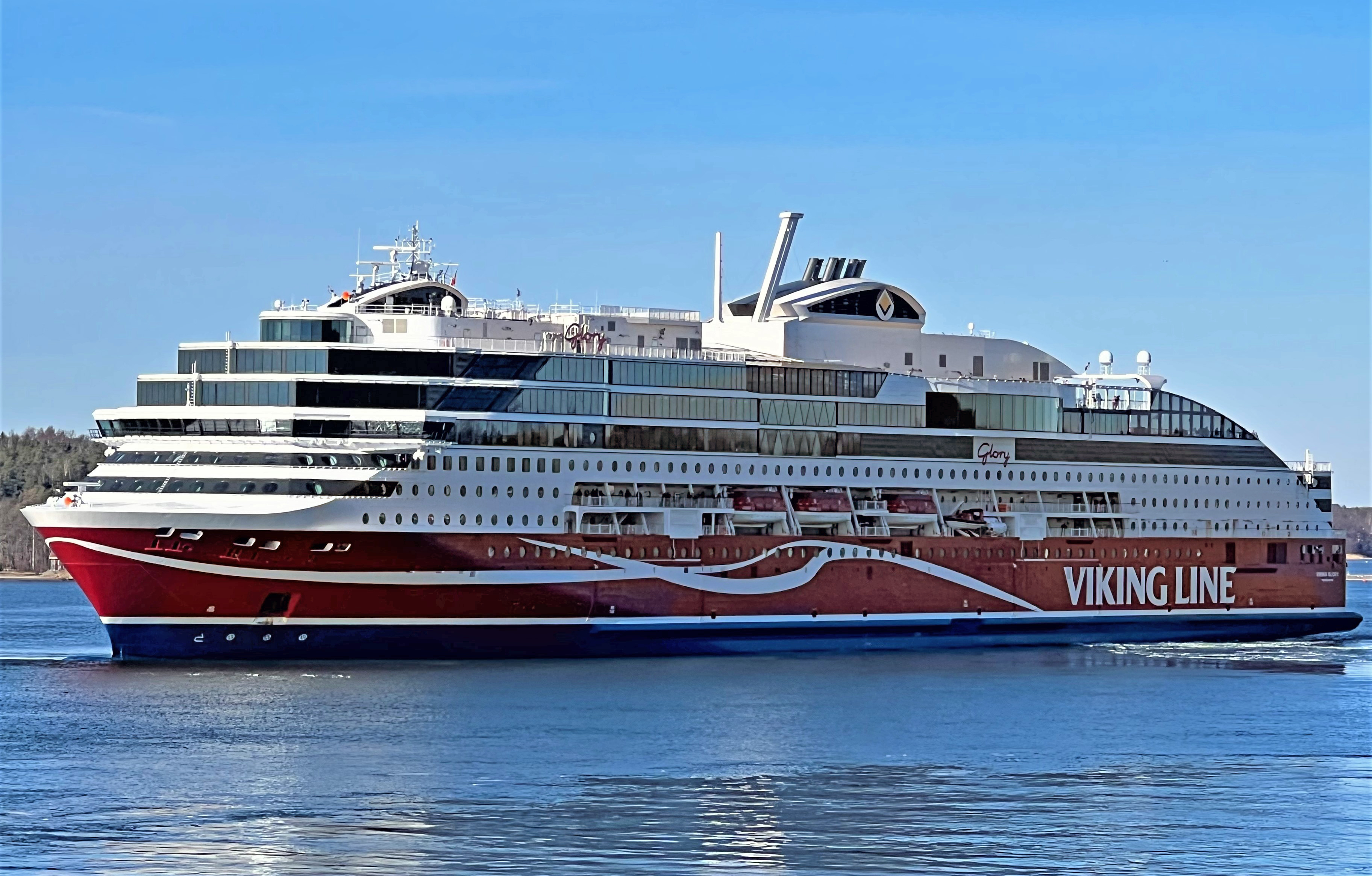

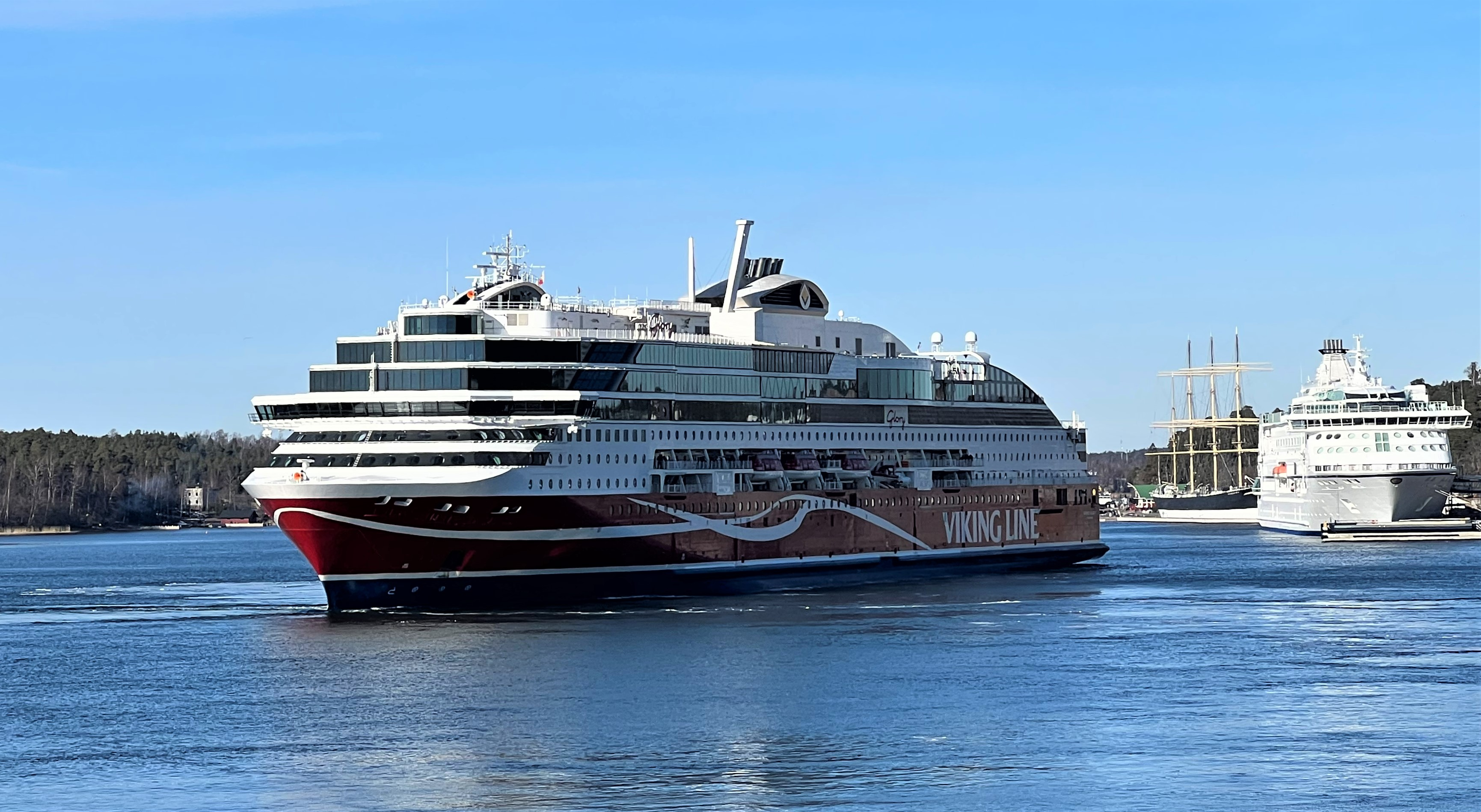

维京荣耀号（MS Viking Glory，项目名为NB 488A），是芬兰维京客轮拥有的邮轮型客滚船。荣耀号在2021年1月下水，并在2022年3月1日正式运行。该邮轮是由厦船重工在中国建造的。订单的价格为1.94亿欧元。邮轮将在图尔库—玛丽港—斯德哥尔摩航线上运行，用以取代原先的阿莫蕾拉号。该航线上的姐妹船只为 M/S Viking Grace。
维京荣耀号是根据 Viking Grace 的蓝图来建造的，但是其能源效率得到了提高。荣耀号比 Viking Grace 长及宽一点，大9%。